# Woke

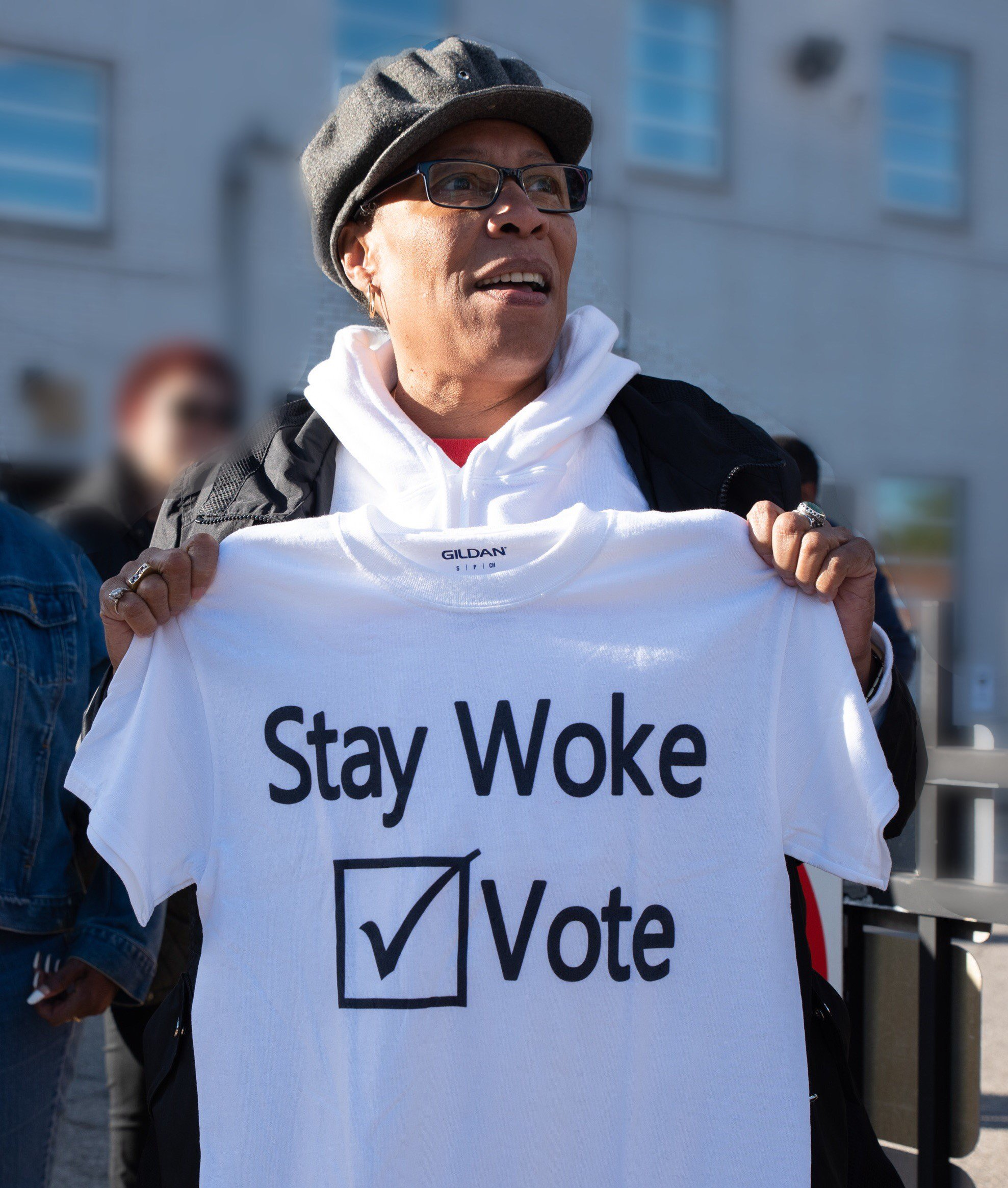
Marcia Fudge z t-shirtem (2018) z napisem Stay woke, vote (pol. „bądź czujny, głosuj”)

Woke (wymowa: [ˈwoʊk]) – wieloznaczny termin społeczno-polityczny.

## Znaczenia
- pierwotnie, w latach 30. XX wieku, słowo woke występowało głównie w afroamerykańskiej odmianie języka angielskiego. Oznaczało wtedy „przebudzoną” świadomość rasizmu i społecznej niesprawiedliwości;
- w 2014 roku zastrzelono 18-letniego Afroamerykanina Michaela Browna. Poskutkowało to protestami, a w nich słowo woke stało się powszechne, m.in. w szeregach ruchu Black Lives Matter (BLM). Hasło stay woke stało się ostrzeżeniem przed atakami policji i, bardziej ogólnie, wezwaniem do bardziej wyczulonej i zdecydowanej reakcji na systemową dyskryminację[1][2][3];
- z czasem słowo woke oderwano od pierwotnego znaczenia. Wyraz ten bywa wykorzystywany politycznie, w dyskursie o radykalnej lewicy i – podobnie jak wyrażenia: poprawność polityczna, cancel culture i wojownik sprawiedliwości społecznej – bywa ono używane w negatywnym i często sarkastycznym brzmieniu wymierzonym w skrajną lewicę, a także stosowane do krytyki nadwrażliwego, przesadzonego, agresywnego, jak również czysto performatywnego postępowania w obszarze walki z dyskryminacją[2][3].